# Z-22 Anton Schmitt
Z-22 Антон Шмитт (нем. Z-22 «Anton Schmitt») — немецкий эскадренный миноносец типа 1936.
Назван в честь боцманмата Антона Шмитта, командира орудия крейсера «Фрауэнлоб». В Ютландском сражении Шмитт продолжал вести огонь из орудия вплоть до гибели корабля.
Заложен 3 января 1938 года на верфи фирмы «Deutsche Schiff und Maschinenbau AG» в Бремене. Спущен на воду 20 сентября 1938 года и 24 сентября 1939 года вступил в строй. После вступления в строй был приписан к 4-му дивизиону эскадренных миноносцев Кригсмарине. По состоянию на сентябрь 1939 года бортовой № 41.

## История службы
1 декабря 1939 года вошёл в состав 3-й флотилии эскадренных миноносцев Кригсмарине.
До начала 1940 года занимался боевой подготовкой на Балтийском море.
В январе-феврале 1940 года участвовал в минно-заградительных операциях у восточного побережья Великобритании.
В первой половине апреля 1940 года участвовал в операции «Везеребюнг», входя в состав Нарвикской группы. 9 апреля 1940 года в районе Нарвика высадил десантную группу для захвата норвежских береговых батарей. Тогда-же в Уфут-фьорде захватил норвежский СКР «Сенья».
Утром 10 апреля был потоплен в гавани Нарвика двумя торпедами британского эсминца «Хантер». Потери — 52 человека.

## Командиры корабля
| Имя и звание                   | Время службы                      |
| ------------------------------ | --------------------------------- |
| корветтен-капитан Фридрих Бёме | 24 сентября 1939 — 10 апреля 1940 |